# Nigel Owusu
Nigel Owusu (31 januari 2003) is een Nederlandse voetballer, die uitkomt voor ADO Den Haag.

## Carrière
Owusu begon in zijn jeugd te spelen bij AVV Zeeburgia. In mei 2022 tekende hij een contract bij ADO Den Haag tot zomer 2024 met een optie tot nog een jaar. Hij maakte op 6 juni 2022 in de wedstrijd tegen FC Emmen zijn debuut voor ADO Den Haag. Owusu scoorde zijn eerste competitiedoelpunt op 12 september 2022.

## Carrière statistieken
| Seizoen                      | Club           | Land           | Competitie     | Competitie | Competitie | Beker | Beker | Totaal | Totaal |
| Seizoen                      | Club           | Land           | Competitie     | Wed.       | Dlp.       | Wed.  | Dlp.  | Wed.   | Dlp.   |
| ---------------------------- | -------------- | -------------- | -------------- | ---------- | ---------- | ----- | ----- | ------ | ------ |
| 2021/22                      | ADO Den Haag   | Nederland      | Eerste divisie | 1          | 0          | 0     | 0     | 1      | 0      |
| 2022/23                      | ADO Den Haag   | Nederland      | Eerste divisie | 2          | 1          | 0     | 0     | 2      | 1      |
| Carrièretotaal               | Carrièretotaal | Carrièretotaal | Carrièretotaal | 3          | 1          | 0     | 0     | 3      | 1      |
| Bijgewerkt op 2 januari 2024 |                |                |                |            |            |       |       |        |        |